# Hair & Soul
Hair & Soul é uma canção da cantora pop brasileira Wanessa Camargo, a faixa foi lançado como single oficial em 11 de novembro de 2012 sendo "carro-chefe" de seu segundo álbum ao vivo DNA Tour (2013). O vídeo musical foi lançado em 1 de dezembro de 2012 e, segundo a crítica profissional, foi um dos melhores trabalhos de sua carreira.
A canção foi escolhida por Wanessa como tema principal para divulgação da primeira parte da turnê DNA Tour e o encerramento da DNA Reloaded Tour, no qual a mesma ganhou uma coreografia criada pelo estadunidense Bryan Tanaka.

## Vídeo musical
O vídeo musical da canção, foi gravado no primeiro semestre de 2012 e foi lançado no dia 1 de dezembro de 2012, sendo patrocinado pela Wella. O vídeo lançado no canal oficial da mesma no YouTube. Foi dirigido por Gandja Monteiro. Na trama do clipe que foi gravado em São Paulo, a cantora protagonista quatro meninas sendo que cada personagem tem um visual diferente e personalidades também, ela aparece loira, morena e ruiva, e uma delas é uma balconista de um bar que serve a outras meninas em meio às coreografias.

## Lista de faixas
Download digital
1. Hair & Soul (Radio Edit) - 3:50
2. Hair & Soul - 4:20
3. Hair & Soul (Ao Vivo) - 4:13
4. Hair & Soul - Mister Jam Remix - 5:25

## Histórico de lançamento
| Região | Data                   | Formato          | Gravadora  |
| ------ | ---------------------- | ---------------- | ---------- |
| Brasil | 11 de novembro de 2012 | Download digital | Sony Music |